# Full Members Cup
Der Full Members Cup war ein englischer Fußball-Pokalwettbewerb, der zwischen 1985 und 1992 ausgespielt wurde. Er wurde zwischen 1987 und 1989 unter dem Namen des offiziellen Sponsors Simod Cup ausgetragen. In den letzten Jahren zwischen 1989 und 1992 änderte sich die Bezeichnung in ZDS Cup (ZDS bedeutet Zenith Data Systems).
Der Wettbewerb wurde als direkte Folge auf die Katastrophe von Heysel vom 29. Mai 1985 ins Leben gerufen, als die englischen Vereine von allen europäischen Vereinswettbewerben 5 Jahre lang ausgeschlossen wurden (der FC Liverpool sogar für 7 Jahre). Ausgespielt wurde dieser Wettbewerb im K.-o.-System für die Vereine der beiden höchsten englischen Spielklassen. Der Full Members Cup wurde weder von den Vereinen noch von den Spielern besonders geschätzt und litt unter einem geringen Stellenwert. Er wurde dann nach 7 Spielzeiten eingestellt. Ein ähnlicher Wettbewerb für Teams, die sich in der Zeit der Sperre für einen europäischen Wettbewerb national qualifiziert hätten, war der englische Super Cup. Er wurde parallel zu dem Full Members Cup eingeführt, aber bereits nach nur einer Saison wieder abgeschafft.

## Titelgewinner
- 1986 – FC Chelsea (5:4 gegen Manchester City)
- 1987 – Blackburn Rovers (1:0 gegen Charlton Athletic)
- 1988 – FC Reading (4:1 gegen Luton Town)
- 1989 – Nottingham Forest (4:3 n. V. gegen den FC Everton)
- 1990 – FC Chelsea (1:0 gegen den FC Middlesbrough)
- 1991 – Crystal Palace (4:1 n. V. gegen den FC Everton)
- 1992 – Nottingham Forest (3:2 n. V. gegen den FC Southampton)